# مارتن فون بومغارتن
مارتن فون بومغارتن (باللاتينية: Marinus à Baumgarten)‏  كان مستكشفًا ورحالةً ألمانيًا، إذ سافر إلى عدة دول عربية مثل مصر وسوريا وفلسطين وشبه الجزيرة العربية. وقد وثق رحلاته بكتاب رحلة في الدولة المملوكية والدولة العثمانية في شبه الجزيرة العربية وتاريخ فلسطين وسوريا العثمانية وقد نُشر عام 1594.  وهو أول كتاب ذكر حديث لآثار بعلبك في التاريخ الحديث.
وقد ذكره الفيلسوف جون لوك في أحد كتبه.

## مؤلفاته
- رحلة في الدولة المملوكية والدولة العثمانية في شبه الجزيرة العربية وتاريخ فلسطين وسوريا العثمانية 1594.